# Theta Tauri
Theta Tauri (δ Tauri, förkortat Theta Tau, δ Tau) som är stjärnans Bayerbeteckning, är en dubbelstjärna belägen i den mellersta delen av stjärnbilden Oxen och ingår i stjärnhopen Hyaderna. Den domineras av de två stjärnorna Theta1 Tauri och Theta2 Tauri med en skenbar magnitud på 3,84[a] respektive 3,40, synliga för blotta ögat och separerade med 5,62 bågminuter (0,094°). Baserat på parallaxmätning inom Hipparcosuppdraget på ca 21,1 mas, beräknas de befinna sig på ett avstånd av ca 154 ljusår (47 parsek) respektive 150 ljusår (46 parsek)från solen. Om dessa uppskattningar är korrekta separeras de två komponenterna med omkring fyra ljusår och det är följaktligen då osannolikt att de bildar en fysisk dubbelstjärna.

## Egenskaper
Theta1 Tauri är en vit till gul jättestjärna  av spektralklass G7 III. Den har en radie som är 10,3 gånger solens massa och utsänder från dess fotosfär ca 66 gånger mera energi än solen vid en effektiv temperatur på ca 4 950 K.
Theta2 Tauri är en underjättestjärna av spektralklass A7 III. Den utsänder från dess fotosfär ca 69 gånger mera energi än solen vid en effektiv temperatur på ca 7 880 K. Den klassificeras som en variabel stjärna av Delta Scuti-typ och dess magnitud varierar från +3,35 till +3,42 med en period av 1,82 timmar.
Båda stjärnorna är spektroskopiska dubbelstjärnor och har åtminstone en närmare följeslagare.  Theta1 Tauri har en följeslagare av 7:e magnituden med en massa 1,31 gånger större än solens och en omloppstid på 16,26 år i en bana med excentricitet 0,570. Theta2 Tauri har en följeslagare av 6:e magnituden separerad med 0,005 bågsekunder eller minst 2 AE. Det har en omloppstid på 141 dygn.